# 山田明吉
山田 明吉（やまだ あきよし、1915年2月21日 - 1994年11月25日）は、日本の鉄道官僚。帝都高速度交通営団総裁を務めた。愛知県安城市出身。

## 経歴・人物
1937年に東京帝国大学法学部を卒業し、同年に鉄道省に入省した。監督局事務官、東京鉄道局旅客課長を経て、1949年から1953年までに内閣官房総務課長を務めた。国鉄常務理事、関西支社長を経て、1964年に帝都高速度交通営団理事に就任し、1969年から1973年までに国鉄副総裁を務めた。
1975年に帝都高速度交通営団副総裁に就任し、1978年には総裁に昇格し、1983年からは顧問を務めた。
1987年に勲一等瑞宝章を受章した。
1994年11月25日心不全のために死去。79歳没。